# Autographa interrupta
Autographa interrupta är en fjärilsart som beskrevs av Rudolf Rangnow 1935. Autographa interrupta ingår i släktet Autographa och familjen nattflyn. Inga underarter finns listade i Catalogue of Life.